# هاري أيكينيس أرييتي
هاري أيكينيس أرييتي (بالإنجليزية: Harry Aikines-Aryeetey) مواليد 29 أغسطس 1988 في إنجلترا، هو عداء بريطاني متخصص في 100 متر. سبق أن فاز بالميدالية الذهبية في بطولة أوروبا لألعاب القوى.

## الميداليات
| الميدالية | المسابقة                       |
| --------- | ------------------------------ |
| برونزية   | بطولة العالم لألعاب القوى 2009 |
| ذهبية     | بطولة أوروبا لألعاب القوى 2014 |
| برونزية   | بطولة أوروبا لألعاب القوى 2014 |
| فضية      | دورة ألعاب الكومنولث 2014      |

## روابط خارجية
- هاري أيكينيس أرييتي على موقع الاتحاد الدولي لألعاب القوى (الإنجليزية)
- هاري أيكينيس أرييتي على موقع الدوري الماسي (الإنجليزية)
- هاري أيكينيس أرييتي على موقع أوليمبيديا (الإنجليزية)
- هاري أيكينيس أرييتي على موقع اللجنة الأولمبية البريطانية (الإنجليزية)
- هاري أيكينيس أرييتي على موقع اتحاد ألعاب الكومنولث (مؤرشف) (الإنجليزية)